# Linklaters
Linklaters LLP ist eine international tätige Wirtschaftskanzlei mit 31 Büros in 21 Ländern. Mit 561 Partnern und insgesamt rund 3100 Anwälten (Stand 2023) berät die Kanzlei Unternehmen, Finanzinstitute, institutionelle Anleger und den öffentlichen Sektor im Wirtschafts- und Steuerrecht. Sie wird in London zum Kreis der Magic-Circle-Kanzleien gerechnet. In Deutschland beschäftigt die Kanzlei rund 320 Anwältinnen und Anwälte und erwirtschaftete im Geschäftsjahr 2022/23 einen Umsatz von 242 Millionen Euro.

## Geschichte
Der englische Teil der Gesellschaft wurde 1838 gegründet und fusionierte 1920 mit der Kanzlei Paines zu Linklaters & Paines. 1998 wurde Linklaters & Alliance in Partnerschaft mit weiteren europäischen Kanzleien gegründet, unter anderem mit der deutschen Oppenhoff & Rädler.
Der deutsche Teil der Sozietät hat seinen Ursprung 1908 in Köln. Seit den 1960er-Jahren firmierte die Kanzlei unter dem Namen Oppenhoff & Schneider. Unter Walter Oppenhoff entwickelte sie sich zu einer partnerschaftlich organisierten Sozietät. Nach mehreren Fusionen wurde sie 1995, unter anderem unter Einschluss der steuerrechtlich und betriebswirtschaftlich geprägten Sozietät Rädler Raupach, zu Oppenhoff & Rädler und unterhielt Büros in Berlin, Frankfurt, Köln, München, Brüssel, New York und London.
Nach der Liberalisierung des deutschen anwaltlichen Berufsrechts, die Oppenhoff & Rädler vor dem Bundesgerichtshof selbst mit erstritten hatte, schloss sich die Kanzlei unter Beteiligung von Walter Oppenhoffs Sohn Michael im Januar 2001 mit der englischen Sozietät Linklaters zusammen. Durch den Zusammenschluss arbeiteten mehr als 1500 Rechtsanwälte mit einigen Steuerberatern und Wirtschaftsprüfern in der Sozietät. 2007 wurde die Sozietät in eine Limited Liability Partnership LLP englischen Rechts überführt. Als Linklaters im November 2007 bekanntgab, den Kölner Standort zu schließen und mit Zugängen vom Wettbewerber Freshfields in Düsseldorf neu zu eröffnen, verließen einige ehemalige Oppenhoff-&-Rädler-Partner, darunter auch Michael Oppenhoff, Linklaters und machten sich in Köln als Oppenhoff & Partner selbstständig.

## Unternehmensstruktur und Mandate

### Profil
Das Unternehmen deckt die Rechtsgebiete einer Wirtschaftskanzlei ab.

### Standorte
Linklaters LLP unterhält seit der Schließung seines Moskauer Büros 30 Büros in 20 Ländern (Stand 2022). Neben Europa ist die Kanzlei in den Regionen Afrika, Nord- und Südamerika, Asien/Pazifik und Mittlerer Osten vertreten. Der Hauptsitz von Linklaters befindet sich in London. In Deutschland ist Linklaters an den Standorten Berlin, Düsseldorf, Frankfurt am Main, Hamburg und München vertreten.

### Kooperationen und Mitgliedschaften
Neben acht weiteren Kanzleien ist Linklaters Partner der Lobbyorganisation True Sale International, die sich für den Verbriefungsmarkt in Deutschland einsetzt.

## Medienberichte

### Vergewaltigung Oktoberfestfeier 2014
Im Anschluss an eine Oktoberfestfeier der Kanzlei waren einige Kanzlei-Mitarbeiter und -Partner zu einer After-Wiesn-Party gegangen. Dort kam es dann zu einer Vergewaltigung einer studentischen Mitarbeiterin durch einen Partner der Kanzlei, der auch für das Personal zuständig war. Dem Personal-Partner wurde daraufhin von einem anderen Partner der Kanzlei mehrmals ins Gesicht geschlagen. Nach dem Vorfall verließen beide Partner die Kanzlei und wurden im Nachgang jeweils zu einer Freiheitsstrafe ohne Bewährung und zu einer Freiheitsstrafe auf Bewährung verurteilt. Linklaters geriet für die Aufarbeitung des Vorfalls in die Kritik, diese wurde von den Anwälten des Beschuldigten und der Nebenklägerin geäußert. Zudem urteilte der Bundesgerichtshof zur Beurteilung der Verdachtsberichterstattung im Verfahren, dass Bild-Artikel zum Verfahren rechtswidrig waren. Die Kanzlei beauftragte als Folge des Vorfalls einen externen Anbieter, der als Beratungs- und Betreuungsstelle für Mitarbeiter dienen soll. Zudem wurden die Kanzleifeiern rund um das Oktoberfest eingeschränkt.

### Gesetzesinitiative zur Ergänzung des Kreditwesengesetzes
Anfang August 2009 hatte Bundeswirtschaftsminister Karl-Theodor zu Guttenberg im Kabinett eine Gesetzesinitiative vorgestellt, welche der Bundesanstalt für Finanzdienstleistungsaufsicht bei Banken, die wesentlich durch Staatsmittel subventioniert werden, ein Durchgriffsrecht einräumte. Dieses Gesetz zur Ergänzung des Kreditwesengesetzes wurde von Linklaters entworfen, was zu Guttenberg teilweise harsche Kritik einbrachte. In der Sitzung des Haushaltsausschusses am 26. August 2009 sagte zu Guttenberg, er habe sich beraten, aber keinen Gesetzentwurf erstellen lassen.